# Cartigny (Svájc)
Cartigny település Svájcban, Genf kantonban. Lakosainak száma 974 fő (2018. december 31.). Genf városának agglomerációjába sorolható.

## Népesség
A település népességének változása az elmúlt években:
| 2017 | 956 |
| 2018 | 974 |

Történelmi viszonylatban: